# Cantone di San José
Il cantone di San José è un cantone della Costa Rica facente parte della provincia omonima.
Il cantone fu istituito il 7 dicembre 1848, ma l'urbanizzazione era incominciata già nel periodo che va dal 1737 al 1738.
Oggi San José è una città cosmopolita, che vanta un interessante miscuglio di storia e modernità. L'agglomerato urbano conta con una popolazione di oltre un milione di persone. Dato lo scarso sistema di infrastrutture, la viabilità è congestionata, al punto che San José è una delle più inquinate città del Centro America.
Dal 1978 ospita la sede della Corte interamericana dei diritti umani.
Il cantone è situato al nord della provincia, e confina al nord con la provincia di Heredia (e in particolare con i cantoni di Belén, Heredia e Santo Domingo), con i cantoni di Tibás e Goicoechea; a est con Montes de Oca e Curridabat; al sud con Desamparados, Alajuelita ed Escazú.

## Geografia antropica

### Suddivisioni amministrative
Il cantone copre di fatto la parte principale della città di San José, capitale dello Stato, ed è suddiviso in 11 distretti:
- Catedral
- El Carmen
- Hatillo
- Hospital
- Mata Redonda
- Merced
- Pavas
- San Francisco de Dos Ríos
- San Sebastián
- Uruca
- Zapote